# 新季克
50°29′53″N 25°11′23″E / 50.49806°N 25.18972°E
新季克（烏克蘭語：Новий Тік），是烏克蘭西北部的村莊，隸屬里夫內州的杜布諾區。該村始建於1713年，面積3.53平方公里，海拔高度208米，2015年人口50，人口密度每平方公里16.2人。